# Frederic Pons i Montells
Frederic Pons i Montells (Barcelona, 1838 – Madrid, 25 de novembre de 1902) fou un polític, advocat i periodista català.

## Biografia
Va néixer a Barcelona, fill del polític Marian Pons Tàrrech, natural de Reus, i de la seva esposa, Concepció Montells i Capestany, natural de Sevilla.
Es va casar el 26 de febrer de 1870 amb Carme Umbert i Gil, germana de qui poc després es casaria amb Pere Antoni Torres i Jordi, escriptor, periodista i polític de Tarragona. El fill del matrimoni Adolf Pons i Umbert fou un conegut advocat, escriptor i polític.

## Trajectòria
Fou magistrat de l'Audiència de Madrid i dirigí el setmanari La Bomba, alhora que militava al Partit Progressista. Durant el sexenni democràtic fou membre de diversos partits monàrquics liberals i fou vicepresident del Cercle Liberal de Barcelona. El 1872 treballava a la secció de Foment del govern civil de Barcelona quan fou elegit diputat per Vic a les eleccions generals espanyoles d'abril de 1872.
Quan es proclamà la Primera República Espanyola fou partidari del retraïment i rebutjà l'oferta de Víctor Balaguer i Cirera de ser el cap del partit a Barcelona, però després del cop d'estat del general Pavía formà part de l'equip ministerial d'Ultramar amb Víctor Balaguer, i fins i tot fou director General el 1892.
A les eleccions generals espanyoles de 1881 fou elegit diputat (primer del Partit Constitucional i després del Partit Liberal Fusionista) primer per Castellterçol i després per Tarragona. Participà en la constitució de la Diputació Catalana, en la que va defensar el proteccionisme econòmic i el manteniment del dret català. A les eleccions generals espanyoles de 1886 fou elegit diputat per Tortosa. Va escriure algunes obres de teatre en català.

## Obres
- Un barret de pega (1874)
- L'arrenca caixals (1876)
- Les dues Tereses (1877)
- Estudios sobre la patria potestad antigua y moderna a Revista de España (1876)